# La Vengeance posthume du docteur William
La Vengeance posthume du Dr. William (ou La Vengeance posthume du Dr. Wilson) est un film muet français réalisé par Louis Feuillade sorti le 10 janvier 1910[réf. nécessaire].

## Fiche technique
- Titre original : La Vengeance posthume du Dr. William
- Titre alternatif : La Vengeance posthume du Dr. Wilson
- Réalisation et scénario : Louis Feuillade
- Société de production : Société des Établissements L. Gaumont
- Pays : France
- Format : Muet - Noir et blanc - 1,33:1 - 35 mm
- Métrage : 240 m
- Date de sortie : 
  -  France - 1910

## Distribution
- Renée Carl
- Alice Tissot
- Maurice Vinot